# Edward Polański
Edward Polański (ur. 2 marca 1932 w Brzozdowcach, zm. 5 kwietnia 2024 w Katowicach) – polski językoznawca, polonista, wieloletni profesor Uniwersytetu Śląskiego.
Jego działalność naukowa dotyczy przede wszystkim zagadnień gramatyki języków słowiańskich, dydaktyki języka, leksykografii oraz ortografii języka polskiego, a także języka współczesnej młodzieży szkolnej i teorii kształcenia. Młodszy brat Kazimierza.

## Życiorys
Edward Polański urodził się 2 marca 1932 roku w Brzozdowcach w województwie lwowskim. W 1939 rozpoczął naukę w szkole podstawowej w Brzozdowcach, a dokończył ją w 1945 roku w Tarnowie, dokąd wraz z rodziną przeprowadził się w 1944 roku. W latach 1945–1951 uczęszczał do Szkoły Stopnia Podstawowego i Licealnego przy ulicy Kazimierza Brodzińskiego w Tarnowie.
W 1955 ukończył studia polonistyczne na Wydziale Filologicznym Uniwersytetu Jagiellońskiego. W latach 1955–1961 pracował jako nauczyciel języka polskiego w Liceum Ogólnokształcącym im. Władysława Broniewskiego w Krośnie Odrzańskim, ucząc jednocześnie w szkole podstawowej, liceum ogólnokształcącym dla oficerów oraz wieczorowym liceum ogólnokształcącym.
Zmarł 5 kwietnia 2024 r. Msza żałobna odbył się  10 kwietnia w kościele Najświętszych Imion Jezusa i Maryi w Katowicach. Został pogrzebany na cmentarzu przy ul. Sienkiewicza.

## Kariera naukowa
W 1961 roku przeniósł się do Katowic, gdzie rozpoczął pracę w Wyższej Szkole Pedagogicznej jako asystent w Katedrze Dydaktyki Literatury i Języka Polskiego, a także na pół etatu w wieczorowym liceum ogólnokształcącym (do 1966 roku). Od 1963 do 1969 roku zatrudniony był na stanowisku starszego asystenta w tej samej katedrze. 8 czerwca 1968 na bazie WSP został utworzony Uniwersytet Śląski, na którym Polański wykładał nieprzerwanie w latach 1968–2001 (od 1969 do 1973 jako adiunkt, następnie jako docent w Instytucie Filologii Polskiej, od 1992 jako profesor zwyczajny UŚ). Od 1973 pełnił funkcję kierownika Zakładu Dydaktyki Języka Polskiego i Literatury Polskiej; w latach 1980–1982 był prodziekanem Wydziału Filologicznego UŚ, zaś w latach 1984–1987 – wicedyrektorem Instytutu Języka Polskiego.
W 1969 roku doktoryzował się na Uniwersytecie Śląskim na podstawie pracy Badania nad ortografią uczniów szkół średnich (stan, typologia błędów, przyczyny ich powstawania oraz sposoby zapobiegania), za którą otrzymał nagrodę Ministra Oświaty i Szkolnictwa Wyższego. W 1978 roku habilitował się na Uniwersytecie Wrocławskim na podstawie rozprawy Studia nad zasobem leksykalnym uczniów. Uchwałą Rady Państwa z dnia 19 lipca 1988 otrzymał tytuł profesora nadzwyczajnego, stanowisko profesora zwyczajnego Uniwersytetu Śląskiego otrzymał 2 marca 1992 roku.

## Publikacje
Opublikował ponad 80 prac naukowych, w tym 14 książek autorskich lub współautorskich. Do ważniejszych jego publikacji należą:
- Badania nad ortografią uczniów (1973)
- Dydaktyka ortografii i interpunkcji (1987, drugie wyd. 1995)
- Nowy słownik ortograficzny PWN (1996 i późniejsze wyd.)